# كونستانس بانستر
كونستانس بانستر (بالإنجليزية: Constance Bannister)‏ هي مصورة أمريكية، ولدت في 1913، وتوفيت في 17 أغسطس 2005.